# BDVD
Le BDVD, ou DVDessinée, est un concept hybride entre la bande dessinée (BD) et le DVD, développé pour la première fois par les éditions Seven 7 en novembre 2003 avec Le Manoir, scénarisé par Rodolphe. Il consiste à développer un film à base de bande dessinée ou au contraire de créer une bande dessinée à partir d'un film.
Un exemple notable est l'album Entre les faux dieux issu de la série Thorgal de Jean van Hamme et Grzegorz Rosiński, paru en 2006 toujours aux éditions Seven 7. Il est suivi de Dans les griffes de Kriss.
Il s'agit donc de cases de bandes dessinées dont les bulles ont été otées, qui sont mises en scènes de façon à obtenir un rendu réaliste. Une bande son, alliant bruitages, dialogues et musique est intégrée de façon à raconter une histoire. Le DVD est édité avec un album dans lequel on peut trouver par exemple divers croquis des auteurs sur l'œuvre présentée, une explication pédagogique et un dossier sur la thématique du BDVD,.